# Fissidens alatus
Fissidens alatus är en bladmossart som beskrevs av Potier de la Varde 1943. Fissidens alatus ingår i släktet fickmossor, och familjen Fissidentaceae. Inga underarter finns listade i Catalogue of Life.